# Сульфит кобальта(II)
Сульфит кобальта(II) — неорганическое соединение,
соль кобальта и сернистой кислоты с формулой CoSO3,
не растворяется в воде,
образует кристаллогидраты — красные кристаллы.

## Физические свойства
Сульфит кобальта(II) образует красные кристаллы.
Не растворяется в воде, растворяется в водных растворах диоксида серы SO2.
Образует кристаллогидраты состава CoSO3•n H2O, где n = 3, 5 и 6.
Кристаллогидрат состава CoSO3•6H2O — красные кристаллы
тригональной сингонии,
пространственная группа R 3,
параметры ячейки a = 0,8822 нм, c = 0,9040 нм, Z = 3.